# Violetstaartnimf
De violetstaartnimf (Aglaiocercus coelestis) is een vogel uit de familie Trochilidae (kolibries).

## Verspreiding en leefgebied
Deze soort komt voor in Colombia en Ecuador en telt twee ondersoorten:
- A. c. coelestis: van westelijk Colombia tot centraal Ecuador.
- A. c. aethereus: zuidwestelijk Ecuador.